# 羅基章克申 (亞利桑那州)
羅基章克申（英語：Rocky Junction）是位於美國亞利桑那州希拉縣的一個非建制地區。該地的面積和人口皆未知。

## 地理
羅基章克申的座標為33°28′39″N 110°14′56″W / 33.47750°N 110.24889°W，而該地的平均海拔高度為1313米（即4308英尺）。